# Каменка (Мошковский район)
Каменка — посёлок в Мошковском районе Новосибирской области. Входит в состав Сарапульского сельсовета. 

## География
Площадь посёлка — 2 гектара.

## Население
| 2002 | 2007 | 2010 |
| ---- | ---- | ---- |
| 4    | ↘0   | →0   |

## Инфраструктура
В посёлке по данным на 2007 год отсутствует социальная инфраструктура.